# 7 Seconds (groupe)
Pour les articles homonymes, voir 7 Seconds.
7 Seconds est un groupe de punk rock américain, formé en 1980 et originaire de Reno, dans le Nevada. Le groupe est composé dans la dernière formation de Kevin Seconds (guitare, chant), Steve Youth (basse, chant), Troy Mowat (batterie) et Bobby Adams (chant). Ils étaient managés par Cliff Varnell. 
Après 38 ans de carrière et une quinzaine d'albums, le groupe se sépare en 2018.

## Biographie

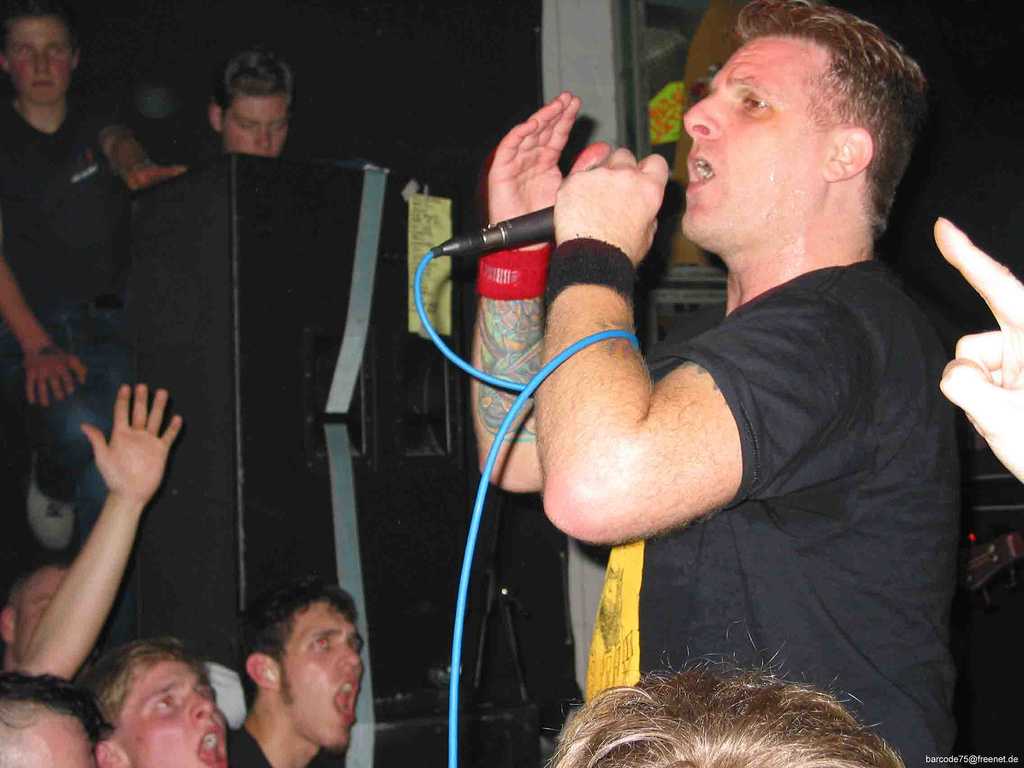
7 Seconds sur scène.

7 Seconds s'est formé le 17 janvier 1980 par les frères Marvelli usant des noms Kevin Seconds et Steve Youth, et les frères Borghino, connus sous les noms de Tom Munist et Dim Menace. Le groupe se produit en live pour la première fois le 2 mars 1980, et sort plusieurs 45 tours produits par Jello Biafra sur son label Alternative Tentacles. Le groupe passe ensuite sur le label de Shawn Stern (chanteur de Youth Brigade), Better Youth Organization. 
Ils publient l'EP Skins, Brains and Guts, plus tard réédité sur la compilation alt.music.hardcore et le premier album du groupe Old School (sorti en 1991 mais enregistré en 1983) . Chacune de ces démos sont publiées en un bootleg nommé 7 Seconds - Hardcore Rules, 80-82. Ils participent aussi aux compilations Cleanse the Bacteria, Not So Quiet On the Western Front (Alt. Tentacles, 1982), Something to Believe In (BYO, 1984), Party or Go Home/We Got Power (Mystic, 1983), et Nuke Your Dink (Positive Force, 1984). En 1984, Walk Together, Rock Together est produit par Ian MacKaye et sera encensé, tant par les fans que par la presse spécialisée. Ils seront associés au mouvement straight edge et aideront aux débuts du mouvement Youth Crew en 1984 avec The Crew,.
Leur premier album, The Crew, est enregistré entre 1983 et 1984 et publié au label BYO Records - successeur de l'EP Walk Together Rock Together. Avec l'album New Wind, le groupe change drastiquement de style musical. L'album éponyme, 7 Seconds, comprend une musique plus expérimentale. Le groupe se popularise en 1995 avec The Music, The Message, qui reprend leurs racines musicales. The Music, The Message est publié chez Sony (BMI).
En mai 2013, 7 Seconds est annoncé au label Rise Records, et prévoit la sortie d'un 7" et d'un album studio en été.
Le groupe annonce sa dissolution le 20 mars 2018 par un post Facebook.

## Discographie

### Albums studio
- Socialy fucked-up
- Three chord politics
- The crew
- Walk together rock together
- New wind
- Ourselves
- Soulforce revolution
- Old school
- Out the shizzy
- Alt music hardcore
- The music, the message
- Good to go
- Take it back, take it on, take it over
- Leave a light on

### Albums Live
- Live! One Plus One (Positive Force/Giant, 1987)
- Scream Real Loud...Live! (SideOneDummy, 2000)
- Live at Cindy's 1980 (Eyebar Records, 2022)

## Style musical
Leur musique est influencée par celle des groupes punk politiquement engagés tels que D.O.A. ou les Dead Kennedys. Les influences hardcore naissantes aux États-Unis à cette époque la modèlent fortement. Leur musique évoluera néanmoins au cours des époques. Ainsi, à partir de 1986, ils sortent plusieurs albums dont les sonorités sont plus proches du pop-punk ou du rock alternatif, ce qui déçoit leurs fans de la première heure. Certains n'hésitent pas à comparer leur musique à celle de U2.[réf. nécessaire]
Il faut attendre la parution de l'album Old school en 1991 pour les retrouver tels qu'ils étaient à leur début (cet album est en fait l’album qu’ils ont enregistré en 1983 et qui n’a pu sortir à l’époque pour diverses raisons, certains des titres ont été réenregistrés pour l’album The Crew). Cet album est acclamé par les fans de 7 Seconds. Mais la qualité des albums suivants est à nouveau discutée au sein de la communauté punk HC. En 1999, l'album Good to go remet tout le monde d'accord et satisfait la critique. Leur musique est à nouveau proche de celle de leur début.